# Ouvèze
L'Ouvèze (in occitano Ovesa) è un fiume della Francia sud-orientale, affluente di sinistra del Rodano. Lungo 123 km, bagna i dipartimenti del Drôme e di Vaucluse.
Anticamente veniva anche ricordato con il nome di Sorgue.

## Percorso
Nasce nella montagna di Chamouse, situata nel massiccio delle Prealpi delle Baronnies, nel sud-est della Drôme. Scorre verso ovest passando a Montguers, Buis-les-Baronnies, Pierrelongue, Mollans-sur-Ouvèze. In Vaucluse, scorre a nord-ovest del Mont Ventoux e a nord dei Dentelles de Montmirail per attraversare poi Vaison-la-Romaine.
Dopo Vaison scorre in una piana molto umida situata tra Rasteau e Sorgues. L'Ouvèze raggiunge il Rodano passando ad ovest di Sorgues, di fronte all'isola della Barthelasse, formata dal fiume Rodano.

## Principali affluenti

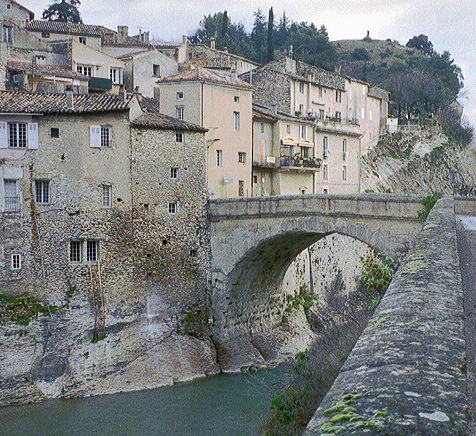
Ponte sull'Ouvèze a Vaison-la-Romaine.

- le Toulourenc
- la Seille
- il Groseau
- la Sorgue (affluente principale)

## Piene storiche
- 21 agosto 1616
- settembre 1862
- novembre 1886
- ottobre 1907
- 24 settembre 1924
- 20 novembre 1951
- 22 settembre 1992